# Penn Township (Butler County, Pennsylvania)
Penn Township ist eine Township im Butler County im Westen des US-amerikanischen Bundesstaates Pennsylvania und Bestandteil der Metropolregion um die Stadt Pittsburgh.